# Before I Grow Old
Before I Grow Old  ist das erste Studioalbum des Berliner Reggae-Sängers Dellé. Es wurde am 3. September 2009 veröffentlicht. Vorab veröffentlichte Dellé bereits die Single Pound Power. Das Album entstand während der Bandpause von Seeed, wo Dellé einer der drei Frontmänner ist. Die später veröffentlichte Deluxe-Version beinhaltet eine zweite CD mit drei Bonustracks und sechs Dubversionen.
Die Lieder behandeln zentrale Lebenserfahrungen, die der Sänger bis dahin machte. Die Songs Before I Grow Old und Fly Away rufen dazu auf, die Heimat hinter sich zu lassen und die Welt zu entdecken, bevor man zu alt dafür wird. Das gemäß Dellé selten behandelte afrikanische Lebensgefühl wird in den Songs Pound Power, Bad Vibes Champion und Cry Out hervorgehoben. Die zweite Hälfte des Albums dreht sich vor allem um familiäre Themen wie Zusammenhalt (Family Thing, welches bereits als B-Seite von Ding erschienen war), Treue (Be My Girl), Vaterwerden (You’re Why I Wake Up in the Morning) und Verantwortung (Head Over Heels). Zwei Songs sind Coverversionen von bereits bestehenden Songs: Waiting on the World to Change von John Mayer (mit einem Featuring von Dellés Vetter R.E.U.B.) und das als Single veröffentlichte Power of Love von Frankie Goes to Hollywood. Auf dem Lied You Girl steuert zudem Seeed-Bandkollege Boundzound eine Strophe bei. Ein weiteres Featuring liefert der jamaikanische Reggaesänger Bushman auf Coming Home.
Stilistisch ist das Album im Roots Reggae verwurzelt. Fly Away beinhaltet viele Dub-Elemente, Guerilla Maiden hat starke Rock-Einflüsse. Der Hidden Track The Future Is Today ist ein ungewöhnliches Crossover zwischen Dancehall und Heavy Metal.

## Titelliste
CD 1
| #   | Titel                                           | Länge |
| --- | ----------------------------------------------- | ----- |
| 1.  | Before I Grow Old                               | 5:00  |
| 2.  | Fly Away                                        | 4:24  |
| 3.  | Pound Power (Ghana Fufu Acoustic)               | 1:33  |
| 4.  | Pound Power                                     | 3:40  |
| 5.  | Bad Vibes Champion                              | 3:50  |
| 6.  | Waiting on the World to Change (feat. R.E.U.B.) | 3:40  |
| 7.  | I Am Leaving                                    | 5:24  |
| 8.  | Power of Love                                   | 4:00  |
| 9.  | Cry Out                                         | 4:08  |
| 10. | You Girl (feat. Boundzound)                     | 4:36  |
| 11. | Family Thing                                    | 2:54  |
| 12. | Be My Girl                                      | 4:03  |
| 13. | You’re Why I Wake Up in the Morning             | 5:33  |
| 14. | I Would Fly Around the World for You            | 4:39  |
| 15. | Head Over Heels                                 | 4:56  |
| 16. | The Future is Today (Hidden Track)              | 3:45  |

CD 2 (Deluxe Edition)
| #  | Titel                       | Länge |
| -- | --------------------------- | ----- |
| 1. | Thou Shall Not              | 3:54  |
| 2. | Coming Home (feat. Bushman) | 4:31  |
| 3. | Guerilla Maiden             | 5:14  |
| 4. | The Power of Dub            | 4:02  |
| 5. | Be My Dub                   | 4:52  |
| 6. | I Am Dubbing                | 5:35  |
| 7. | Dub Away                    | 4:12  |
| 8. | Thou Shall Not Dub          | 3:54  |
| 9. | Dub Maiden                  | 4:59  |